# Au, Breisgau-Hochschwarzwald
Au là một đô thị ở Breisgau-Hochschwarzwald, Baden-Württemberg, thuộc nước Đức. Đô thị này có diện tích 4 km², dân số thời điểm 31 tháng 12 năm 2020 là 1476 người.